# Leucoraja fullonica
Leucoraja fullonica е вид хрущялна риба от семейство Морски лисици (Rajidae). Видът е почти застрашен от изчезване.

## Разпространение
Разпространен е в Алжир, Белгия, Германия, Гърция, Дания, Исландия, Испания, Италия, Мароко, Нидерландия, Норвегия, Португалия, Тунис, Фарьорски острови и Франция.